# Giovanni Giacomo Imperiale Tartaro
Il Serenissimo Giovanni Giacomo Imperiale Tartaro (Genova, 1554 – Genova, 1622) fu il 92º doge della Repubblica di Genova.

## Biografia
Nativo di Genova in un periodo intorno al 1554, la sua famiglia, i Tartaro, provenivano dall'Oriente e solo nel 1528 furono ascritti nell'albergo della nobiltà sotto gli Imperiale.
Nel 1577 fu eletto tra i quattrocento rappresentanti del Maggior Consiglio della Repubblica di Genova e, nel 1582, nominato capitano. Con l'accrescere dell'importanza politica venne scelto quale ambasciatore della repubblica alla corte di Cosimo II de' Medici nel Granducato di Toscana; successivamente, a circa quarant'anni d'età, venne quindi estratto tra i senatori repubblicani.
In campo edilizio e architettonico fu il promotore della costruzione di nuovi palazzi nel centro storico di Genova e dell'allargamento dell'attuale via di Scurreria (già via Imperiale, nei pressi di piazza del Campetto) e della rivisitazione artistica a Sampierdarena della villa Imperiale Scassi caratterizzata dalle ampie sale affrescate.
Il 25 aprile del 1617 fu eletto doge di Genova: la quarantasettesima nella successione biennale e la novantaduesima nella storia repubblicana.
Durante il suo mandato rappacificò i rapporti con la curia arcivescovile genovese, in particolare con monsignor Domenico de' Marini, e predispose nuove opere difensive nel territorio di Genova e della repubblica.
Terminato il mandato il 29 aprile 1619 fece quindi ritorno nella sua abitazione di piazza del Campetto dove, nel 1622, morì. Venne sepolto all'interno della basilica di San Siro.
Ebbe un unico figlio, Giovanni Vincenzo Imperiale, celebre poeta e letterato.